# Искра (Мордовия)
Искра — посёлок в Зубово-Полянском районе Мордовии России. Входит в состав Анаевского сельского поселения.

## История
Основан в начале 1930-х годов

## Население
| 2002 | 2010 |
| ---- | ---- |
| 18   | ↘5   |

Национальный состав
Согласно результатам Всероссийской переписи населения 2002 года, в национальной структуре населения мордва-мокша составляли 44 %, русские — 56 %.